# Бортник Богдан Віталійович
Богдан Віталійович Бортник (нар. 24 січня 1992) — український футболіст, нападник канадського клубу «Воркута» (Торонто).

## Життєпис
Богдан розпочав свою футбольну кар'єру в 2009 році в складі друголігового хмельницького «Динамо». У 2014 році став гравцем «Случа» (Старокостянтинів), який виступає в чемпіонаті Хмельницької області. У 2017 році виїхав до Канади, де став гравцем ФК «Воркута» (Торонто), яка виступає в Канадській футбольній лізі. У свій дебютний сезон у Канаді допоміг «Воркуті» виграти регулярний чемпіонат. Більшу частину сезону виступав у дублі клубу з Торонто, який змагався в Другому дивізіоні, де зіграв 7 матчів та відзначився 1 голом.